# Jan Hřímalý
Jan Hřímalý   (Plzeň, 13 d'abril de 1844 - Moscou, 11 de gener de 1915 (Julià)),rus: Иван (Ян) Войтехович Гржимали Ivan (Ian) Voitékhovitx Hrjimali fou un violinista i professor de música txec-rus. Era fill de l'organista Vojtěch Hřímalý, germà del compositor Vojtěch Hřímalý, del director Bohuslav Hřímalý i de la cantant Marie Hřímalá.

## Biografia
Provenia de la família musical Hřímalý. Va rebre la seva educació musical bàsica del seu pare Vojtěch i el seu germà gran del mateix nom. Va estudiar violí amb Moritz Mildner al Conservatori de Praga (1855–1861) i va arribar a ser líder de l'Orquestra Simfònica d'Amsterdam (1862–1868).El 1869 va ser nomenat professor de violí al Conservatori de Moscou. Després de la mort de Laub el 1875, Hřímalý va ocupar el seu lloc i va romandre professor al conservatori durant 40 anys fins a la seva mort; és considerat un dels fundadors de l'escola russa de violí. Va ser líder de l'Orquestra de la Societat Musical Russa a Moscou des de 1874 fins a 1906.
Coneixia Piotr Ilitx Txaikovski, que el tenia en alta estima. Va coestrenar els quartets de corda núms 2 (1874) i 3 (1876) de Txaikovski. El març de 1882 va aparèixer a la primera actuació (privada) del Trio per a piano en la menor de Txaikovski i potser també va aparèixer a l'estrena pública a l'octubre, tot i que això no és segur.
Va fer un enregistrament molt primerenc sobre cilindres de cera del Trio de piano núm. 1 en re menor d'Anton Arenski, amb el compositor al piano i el violoncel·lista Anatoli Brandukov. Aquest enregistrament es va fer poc després de la seva composició i gairebé segur que és el seu primer enregistrament, tot i que no està complet.
Va ser considerat un professor destacat.Entre els seus alumnes hi havia Ióssif Kotek, Reinhold Glière,que va dedicar el seu Octet per a cordes, op. 5, al seu mestre; Paul Juon;Vladímir Bakaléinikov; Arcady Dubensky;Stanisław Barcewicz, Piotr Stoliarski (futur professor de David Óistrakh, Nathan Milstein i molts altres); Nikolai Róslavets;Konstantín Saràdjev;Aleksandr Petxnikov, Mikhaïl Press, Alexander Schmuller; i possiblement Mitrofan Vassíliev el primer professor de violí de Jean Sibelius.
A més de la seva activitat concertística i docent, també va publicar diversos estudis tècnics de violí, alguns dels quals van ser valorats per Jascha Heifetz.Va morir a Moscou el 1915.
Tots els seus germans tenien talent musical. Juntament amb els seus germans, Vojtěch (1842–1908), Jan Bartulomeus Čestmír (1844–1915) i Bohuslav Ferdinand Wenzl (1848–1894), van fundar el primer quartet de corda a Bohèmia. Les seves germanes, Maria Regina (1839–1924) i Anna Jana (1840–1897) eren cantants de renom a Salzburg, Àustria.
Andrei Beli va escriure al poema «Первое свидание» ("Primera cita"):
| «                                     | (rus) Мои мистические дали Смычком взвивались заливным, Смычком плаксивым и родным — Смычком профессора Гржимали. | (català) Els meus espais místics Un arc es va elevar en gelatina, Un arc plorós i nadiu - L'arc del professor Hřímalý. | » |
| — Andrei Beli, Первое свидание (1921) | | |   |